# Kapteyn b
Kapteyn b, aussi connue comme GJ 191 b, est une planète extrasolaire (exoplanète) contestée qui serait en orbite autour de l'étoile de Kapteyn, située à une distance d'environ treize années-lumière (3,92 parsecs) du Soleil, dans la direction de la constellation australe du Peintre,,.
Détectée par la méthode des vitesses radiales, sa découverte a été annoncée en 2014.
Environ cinq fois plus massive que la Terre, Kapteyn b semble située dans la zone d'habitabilité de son étoile, dont elle fait le tour en quarante-huit jours.
L'âge du système est estimé à 11,5 milliards d'années, ce qui est beaucoup plus que celui de notre système solaire.